# Larinia acuticauda
Larinia acuticauda là một loài nhện trong họ Araneidae.
Loài này thuộc chi Larinia. Larinia acuticauda được Eugène Simon miêu tả năm 1906.